# 剃毛

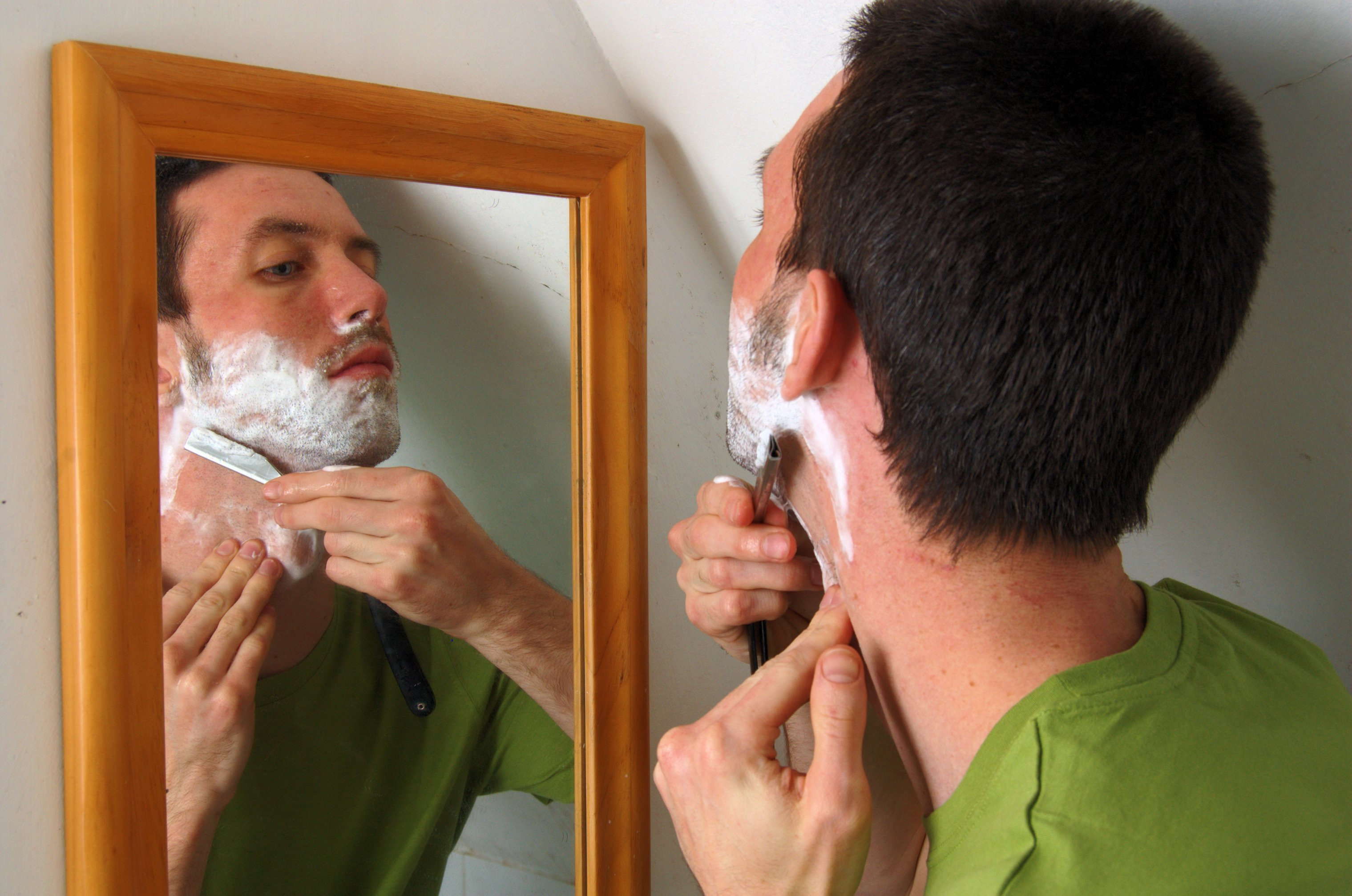
剃鬚

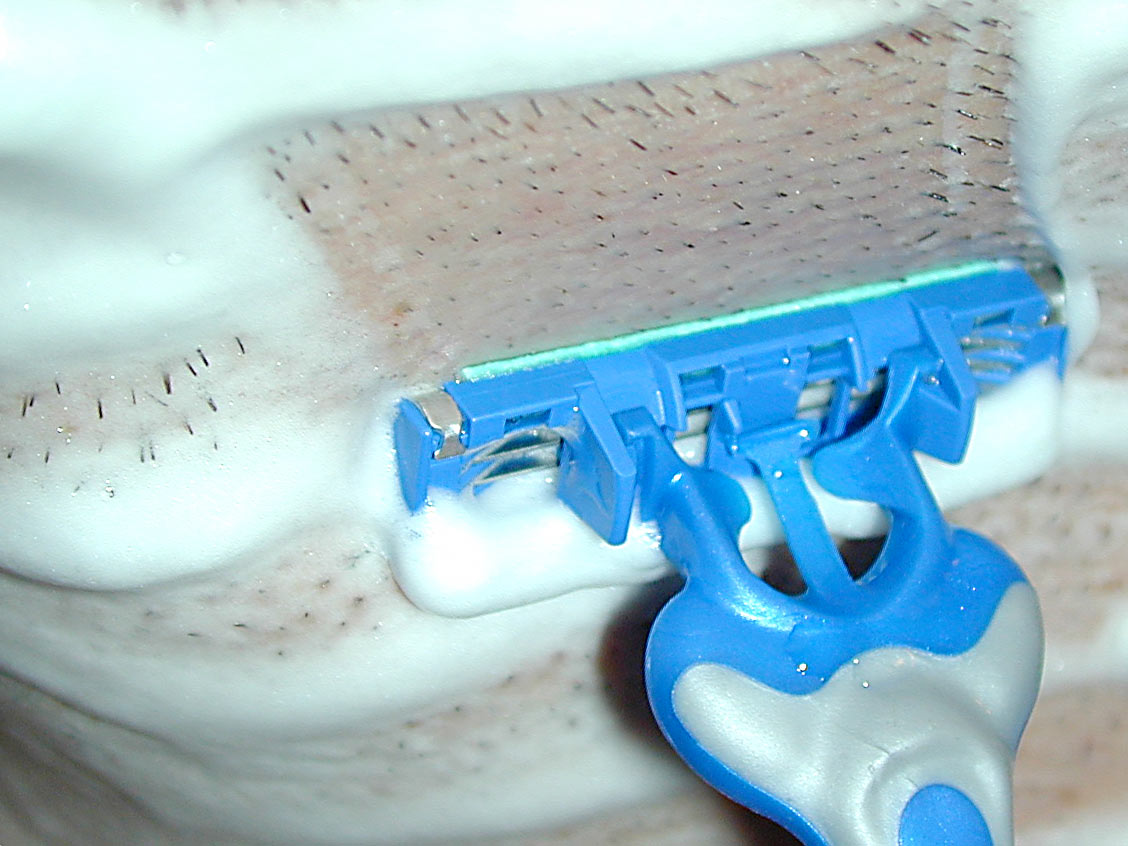
剃毛的效果

剃毛，主要指用剃刀剃去人的毛髮等的行為。由於剃毛只能剃去表皮以上的毛髮，因此毛髮會於短期內長出來，因此剃毛的效果不太好，有可能在過程中令皮膚受損。